# Leb i sol (album)
Leb i sol prvi je studijski album makedonskog jazz/rock sastava Leb i sol, koji izlazi 1978. godine, a objavljuje ga diskografska kuća PGP RTB.
Materijal snimaju rujna 1977 u RTV studiju Novi Sad, dok je producent bio Josip Boček (bivši član Korni grupe). Na albumu dominiraju jazz teme s etno utjecajem, a od devet skladbi njih šest su instrumentali. Vlatko Stefanovski je veliki Bočekov obožavatelj, pa je suradnja nastavljena i na sljedećim albumima. Svi članovi sastava se potpisuju kao skladatelji, iako je Stefanovski bio najzaslužniji.

## Popis pjesama

### A strana
1. "Devetka" (4:30)
2. "Pod vodom" (4:58)
3. "Utrinska tema" (3:20)
4. "Kokoška" (5:00)

### B strana
1. "Nisam tvoj" (3:20)
2. "U senci" (3:41)
3. "Čudo za tri dana" (2:50)
4. "Pesma o Sonji H... (5:09)
5. "Damar" (3:28)

## Izvođači
- Vlatko Stefanovski - vokal, gitara
- Bodan Arsovski - bas gitara
- Garabet Tavitijan - bubnjevi
- Nikola Dimuševski - klavijature

### Produkcija
- Producent - Josip Boček
- Tehničar - Ištvan Tibai
- Asistent - Katalin Farkaš
- Skladatelj - Bodan Arsovski (skladba: B5), Garabet Tavitijan (skladba: B2), Nikola Dimuševski (skladbe: A1, B4), Vlatko Stefanoski (skladbe: A2 do B1, B3

## Vanjske poveznice
- Discogs.com - Recenzija albuma Leb i sol